# チェ・ジョンウ
チェ・ジョンウ（漢字：崔廷宇、朝: 최정우、1957年2月17日 - 2025年5月27日）は、大韓民国の俳優。GFPエンターテインメント所属。
2025年5月27日未明に急死した。68歳没。

## 出演作品

### ドラマ
- 恋愛時代（2006年、SBS）
- 淵蓋蘇文（2006年-2007年、SBS）　- イ・ゴンソン 役
- ロビイスト（2007年、SBS） - イ・チョルホ 役
- イ・サン（2007年-2008年、MBC） - ハ・ドンフン 役
- 黄金の新婦（2007年-2008年、SBS） - チェ博士 役
- 最強チル（2008年、KBS2） - 仁祖 役
- 風の絵師（2008年、SBS） - キム・グィジュ 役
- 新・別巡検2（2008年、MBC） - チン・ギョンウォン 役
- 美賊イルジメ伝（2009年、MBC） -
- シティーホール（2009年、SBS）
- トリプル（2009年、MBC）
- 華麗なる遺産（2009年、SBS） - パク・テス 役
- HERO（2009年、MBC） - チェ・イルド 役
- ランニング〜夢のその先に〜（2010年、MBC） - ジョンイル 役
- 検事プリンセス（2010年、SBS） - マ・サンテ 役
- 赤と黒（2010年、SBS）
- 逆転の女王（2010年、MBC） - ク・ホスン 役
- 九尾狐伝～愛と哀しみの母～（2010年、KBS）[2]
- マイダス（2011年、SBS） - ユ・ギジュン 役
- 私の期限は49日（2011年、SBS） - シン・イルシク 役
- シティーハンター in Seoul（2011年、SBS） - チョン・ジェマン 役
- 神のクイズ2（2011年、OCN） - チャン・ギュテ 役
- ポセイドン（2011年、KBS2） - ハン・サングン 役
- 根の深い木（2011年、SBS） - パク・ウン 役
- 深夜病院（2011年、MBC） - ク・ドンマン 役
- スタンバイ（2012年、MBC） -リュ・ジョンウ 役
- 神のクイズ3（2012年、OCN） - チャン・ギュテ 役
- ファントム（2012年、SBS） - シン・ギョンス 役
- いとしのソヨン（2012年、KBS2） - カン・ギボム 役
- 花を咲かせろ！イ・テベク（2013年、KBS2） - カン・ハンチョル 役
- 優雅な女（2013年、tvN） - パク・ジュヨン 役
- 主君の太陽（2013年、SBS） - キム・ギド 役
- 愛してもいいんじゃない（2013年-2014年、MBC） - ウン・ヒジェ 役
- ドクター異邦人（2014年、SBS） - ムン・ヒョンウク 役
- マイ・シークレットホテル（2014年、tvN） - イ・ムヤン 役
- ドクター・フロスト（2014年-2015年、OCN） - チョン・サンウォン 役
- 不屈の婿（2015年、MBC） - チャ・ジンギュ 役
- 優しくない女たち（2015年、KBS） - チャ・ジンギュ 役
- 身分を隠せ（2015年、tvN） - イ・ミョングン 役
- 愛人がいます（2015年-2016年、SBS） - ペク・ジュンサン 役
- ドキドキ再婚ロマンス〜子どもが5人!?〜（2016年、KBS） - チャン・ミノ 役
- グッバイ ミスターブラック（2016年、MBC） - ソ・ジンタク 役
- 青い海の伝説（2016年-2017年、SBS） - ホ・イルジュン 役
- いろいろな嫁（2017年、MBC） - パク・サング 役
- 法廷プリンス〜イ判サ判〜（2017年-2018年、SBS） - サ・ジョンド 役
- 一緒に暮らしませんか?（2018年、KBS） - ヨン・チャング 役
- 最高の離婚（2018年、KBS） - チョ・グホ 役
- 神のクイズ：リブート（2018年-2019年、OCN） - チャン・ギュテ 役
- あなたが憎い！ジュリエット（2019年、WEB） - イ・ドンジェ 役
- 太陽の帝国（2019年、KBS） - チェ・テジュン 役
- 初対面だけど愛してます（2019年、SBS） - ト・ワンベ 役
- 霊魂修繕工（2020年、KBS） - イ・テッキョン 役
- アリス（2020年、SBS） - ユン・テイの父 役
- 浮気したら死ぬ（2020年-2021年、KBS） - パク・ジェグン 役
- 騙されても夢のうち（2021年、KBS） - クム・ジョンファ 役
- 愛だと言って（2023年、Disney+スター）[2]
- 暴君（2024年、Disney+スター）[2]
- オク氏夫人伝 -偽りの身分 真実の人生-（2024年、JTBC）[2]
- あやしい彼女（2024年、KBS2）[2]

### 映画
- ビールが恋人よりいい7つの理由（1996年） - 祖父 役
- ツー・コップス2（1996年） - 映画監督 役
- テロリスト2（1997年） - 部下たち 役
- インディアン・サマー（2001年） - ファン・ビョンホ弁護士 役
- ライバン（2001年） - チェ常務 役
- イエローヘア2（2001年）
- スリー（2002年）
- 永遠の片想い（2002年） - スインの父 役
- 風の伝説（2004年） - パク班長 役
- 公共の敵2（2005年） – キム議員 役
- 親切なクムジャさん（2005年） - トンファの父 役
- アラン（2006年） - 解剖検査医 役
- 韓半島（2006年） - 外交通商部長官 役
- ヨコヅナ マドンナ（2006年） – 社長 役 (特別出演)
- 私たちの幸福な時間（2006年） - 母方のおじ 役
- BIG BANG!〜撃ちまくれ〜（2007年） - 刑事課長 役
- ス SOO（2007年） - 強力2クラス刑事班長 役
- 俺たちの街（2007年） - ク刑事役
- チェイサー（2008年） - キス隊長役
- Happy Together（2008年） - テフン 役
- ガールスカウト - ハン（2008年） - 常務 役
- 父とマリと私（2008年） - ヨンギュ 役
- 少年監督（2008年） - 清凉里駅職員 役
- マリン・ボーイ（2008年） - 賭博賭け男 役 (友情出演)
- 毒（2009年） - パク長老 役
- 空と海（2009年） - チョンファン　パダの父 役
- 義兄弟（2010年） - 国政院次長 役
- グランプリ（2010年） - 船舶管理人 役 (友情出演)
- 元に戻せない（2010年） - ソンシクの父 役
- 怪しい顧客たち（2011年） - PB 役
- 高地戦（2011年） - チェ大領 役
- ヨンガシ 変種増殖（2012年） - 保健部長官 役
- The Witch 魔女（2018年）- ク先生（ジャユンの養父）役

### 演劇
- 오늘（1999年）
- 이자의 세월（2000年）
- 돼지비계（2000年）